# Olívia Ortiz
Olívia Ortiz (Paris, 13 de fevereiro de 1987) é uma atriz, apresentadora de televisão e youtuber portuguesa.

## Biografia
Licenciou-se em Fisioterapia da Escola Superior de Saúde Dr. Lopes Dias do Instituto Politécnico de Castelo Branco, área na qual trabalhou durante dois anos.  Iniciou a sua carreira de modelo em 2009, quando foi vencedora de um certame internacional de misses em Oxfordshire, Reino Unido, e se tornou embaixadora global da marca de relógios de luxo TW STEEL. Nos dois anos seguintes representou Portugal em vários concursos internacionais, tendo sido destacada em 2010 pela Global Beauties como uma das 50 mulheres mais belas do mundo.

Em 2012 foi eleita Musa Triumph e juntou-se, assim, ao conjunto exclusivo de mulheres, Cláudia Vieira, Isabel Figueira, Helena Coelho, Andreia Rodrigues e Luísa Beirão, que mereceram o estatuto de Musa Triumph para representarem a imagem da marca em Portugal.

Desde 2012, começou a revelar-se em televisão. Apresentou o programa GuestList emitido pela TVIe tem vindo a integrar o elenco de grandes produções do canal. Foi Vanessa Cristina em Destinos Cruzados, Helena Noronha na série juvenil I Love It. 
 Integrou também o elenco de Mulheres no papel de Liliana Neves.

Realizou campanhas de publicidade e capas de revista como a Men's Health, Maxim e Noivas de Portugal.
Em janeiro de 2015 tornou-se apresentadora do programa Ora Acerta, emitido em direto pela TVI. Do Ora Acerta passa a apresentar a rubrica "Ricas Quintas" inserida nos programas Você na TV! e A Tarde É Sua.
Em Agosto do mesmo ano, foi anunciada como uma nova aposta da estação e junta-se ao rol de apresentadores do Somos Portugal aos Domingos à tarde na TVI. 

Com vários projetos na TVI, Ortiz apresenta em paralelo o programa semanal Estação de Serviço emitido pelo Porto Canal.
Em agosto de 2016 juntou-se a Joaquim Sousa Martins para apresentar o programa "Futebol Mais" emitido em direto aos fins de semana pela TVI.
Em outubro de 2017, estreou-se na condução de reality shows, no Fora De Horas do programa Biggest Deal, da TVI.
Em fevereiro de 2018, apresentou, o Pós-Galas do programa Secret Story 7, da TVI.
Em maio de 2018, apresentou, o Pós-Galas do programa Secret Story: O Reencontro, da TVI.

## Miss Portugal

### Certames internacionais
- Miss TW STEEL world 2010 no Reino Unido - Vencedora;
- Miss Supranational 2010 na Polónia [TOP 20];[16]
- Miss Intercontinental Portugal 2011 em Espanha [TOP 15];
- Miss Exclusive of the World Portugal 2011 na Turquia [TOP 5];
- Miss Continent International Tur 2012 no Brasil - Vencedora.

## Televisão
| Ano         | Projeto                             | Papel            | Notas                                                  | Canal       |
| ----------- | ----------------------------------- | ---------------- | ------------------------------------------------------ | ----------- |
| 2012        | Anjo Meu                            | Secretária       | Participação especial                                  | TVI         |
| 2012        | Doce Tentação                       | Recepcionista    | Participação especial                                  | TVI         |
| 2012        | VIP                                 | Ela Própria      | Apresentadora                                          | MTV         |
| 2013 - 2014 | Destinos Cruzados                   | Vanessa Cristina | Elenco adicional                                       | TVI         |
| 2013 - 2014 | Guestlist                           | Ela Própria      | Apresentadora                                          | TVI         |
| 2013 - 2014 | I Love It                           | Helena Noronha   | Elenco principal                                       | TVI         |
| 2014 - 2015 | Mulheres                            | Liliana Neves    | Elenco adicional                                       | TVI         |
| 2015        | Ora Acerta                          | Ela Própria      | Apresentadora                                          | TVI         |
| 2015 - 2016 | Estação de Serviço                  | Ela Própria      | Apresentadora                                          | Porto Canal |
| 2015 - 2018 | Ricas Quintas                       | Ela Própria      | Apresentadora                                          | TVI         |
| 2015 - 2019 | Somos Portugal                      | Ela Própria      | Apresentadora                                          | TVI         |
| 2016        | Juntos, Fazemos a Festa             | Ela Própria      | Apresentadora                                          | TVI         |
| 2016        | Futebol Mais                        | Ela Própria      | Apresentadora, ao lado de Joaquim Sousa Martins        | TVI         |
| 2017        | Euromilhões                         | Ela Própria      | Apresentadora substituta, na ausência de Mónica Jardim | TVI         |
| 2017        | Parabéns TVI - 24° Aniversário      | Ela Própria      | Apresentadora                                          | TVI         |
| 2017        | Fora de Horas do Biggest Deal       | Ela Própria      | Apresentadora                                          | TVI         |
| 2018        | Especial 25° Aniversário            | Ela Própria      | Apresentadora                                          | TVI         |
| 2018        | Pós-Galas Secret Story 7            | Ela Própria      | Apresentadora                                          | TVI         |
| 2018        | Pós-Galas Secret Story O Reencontro | Ela Própria      | Apresentadora                                          | TVI         |
| 2019        | Juntos em Festa                     | Ela Própria      | Apresentadora                                          | TVI         |
| 2019        | A Caminho do Título                 | Ela Própria      | Repórter                                               | TVI         |
| 2023 - 2024 | Queridos Papás                      | Carina           | Elenco adicional                                       | TVI         |

## Cinema
- 2012 - Psicose (curta-metragem)
- 2012 - Regret - Film - Nuno Madeira Rodrigues (longa-metragem)
- 2012 - Não há almoços grátis (curta-metragem)